# 佐野原神社
佐野原神社（さのはらじんじゃ）は、静岡県裾野市平松にある神社。

## 祭神
主祭神
- 藤原朝臣二条為冬卿（ふじわらあそんにじょうためふゆきょう）[1]

二条為世の末子であり、生年未詳だが嘉元年間出生と推定される。南北朝時代の1335年(建武2年)12月12日箱根・竹ノ下の戦いで公家大将として佐野原の地で討ち死にした。「増鏡」「太平記」「梅松論」の歴史書にその名を残している。死後、神階として左近衛中将贈従三位が贈られた。
配祭神
- 従士十二名[1]

## 歴史
1335年（建武2年）の箱根・竹ノ下の戦いで佐野原の地で討ち死にした二条為冬を地元の人々が亡骸を埋葬し、十三の塚を建てて弔い、中でも為冬卿の塚を将軍塚と呼んで崇敬してきたと口碑があった。明治維新によって実現した王政復古は数百年前の理想の再現ということもあり、建武中興以来の王政復古の流れの中で明治政府主導の御陵墓調査が実施されたが、この将軍塚の他には現在の小山町にある白旗神社でも二条為冬卿の墳墓の地を主張していた。その是非を調査するために、1874年（明治7年）明治政府の教部省は伯爵佐々木高行と伯爵東久世通禧を派遣して調査され、次いで1875年（明治8年）には、静岡県令であった子爵大迫貞清は部下を派遣してしばしば
並びに将軍塚を調査させていた。
しかし、建武中興の大いなる功労者である為冬卿が祀られないばかりか、その事実さえ十分に知られていないことに土地の人々は大きな悲しみを感じていた。中央のこうした動きに呼応して神社創建のために立ち上がったのが、平松新田の服部大八、須山村の渡邊隼雄、佐野村の岩崎佐十郞、三好維堅、伊豆島田村の水口伝蔵の５人であり、服部が中心となって懸命の努力や、また建武中興に尽くした皇族や武将を祀る神社が明治になってそれぞれの縁の地に次々に作られたことも影響して、平松新田にあった将軍塚に佐野原神社創建および十二の塚についても古跡を毀損しないように保存することが政府によって指示されたことによって1874年（明治9年）2月27日に佐野原神社が創建された。

## 境内

### 建造物
- 本殿[1]  - 社殿（神明造）
- 宝物殿[1]

神社碑
篆額は有栖川宮熾仁親王が行い、撰文（漢文）は谷干城が行った。撰文書写は土佐出身の軍人である長屋重名、刻印は東京谷中の石工である廣瀬群鶴が行った。
将軍塚（層塔）

### 石造物
宮方塔、十三塚（三体）他
佐野原神社に保管される記録によれば、祭神である二条為冬の将軍塚のほか、竹之下の合戦で討死にした二条為冬らを祀ったとされる石塚が13存在していたと伝えられ、これらを「十三塚」と総称する。周辺環境の宅地化などにより一部は移転し所在不明となったが、神社境内には五輪塔や宮方塔等とよばれる一連の石塚が現存しているほか、個人の私有地にあることが確認されている。『南朝忠臣碑文集』によれば、1876年（明治9年）に神社境内に祠を建てて為冬を祀り、1882年（明治15年）には伝手を頼って有栖川宮二品親王から扁額を賜った。為冬に従った従者の墓である十数の墓石が神社周辺の田の間に点在していた。

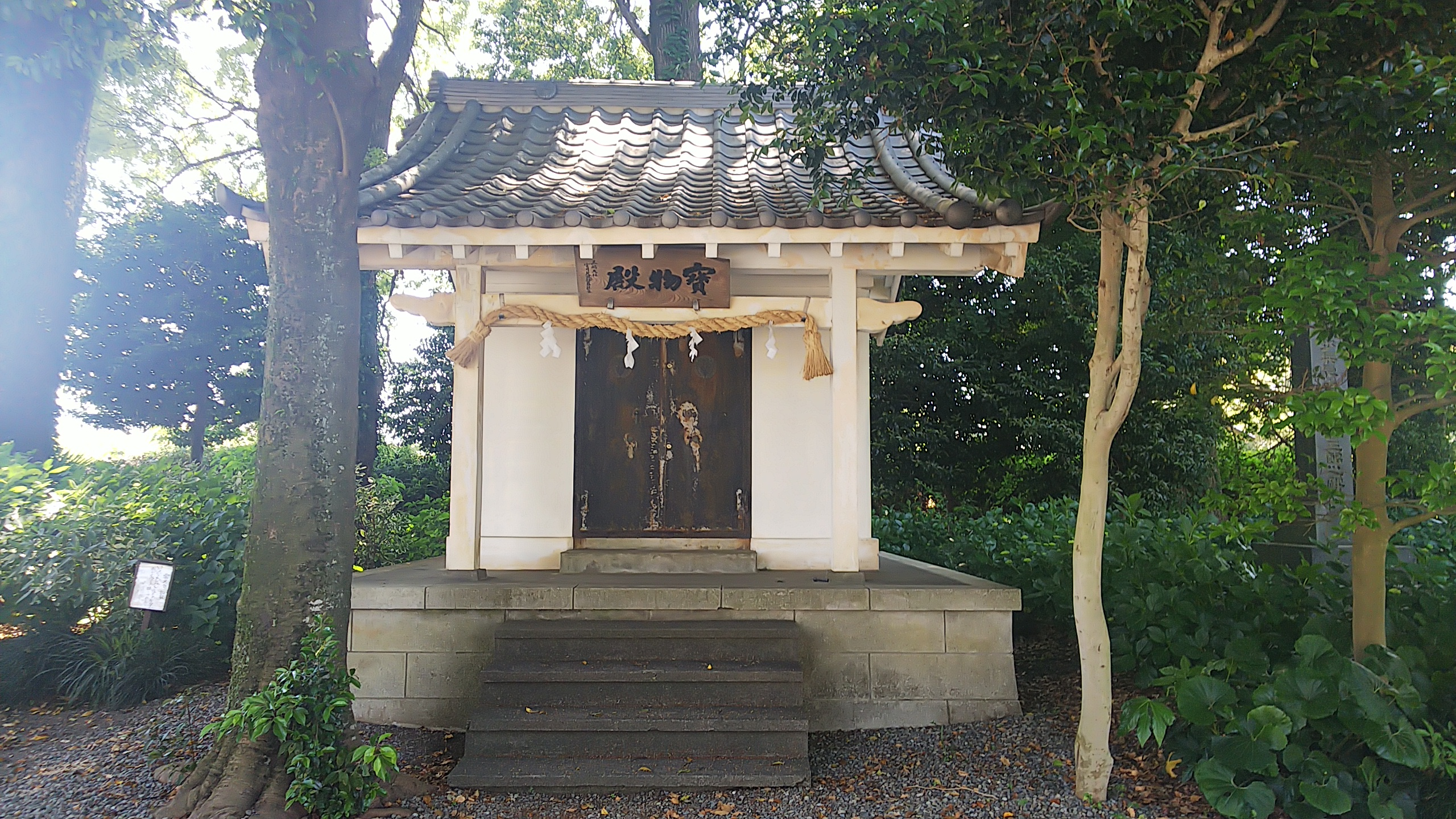
佐野原神社宝物殿
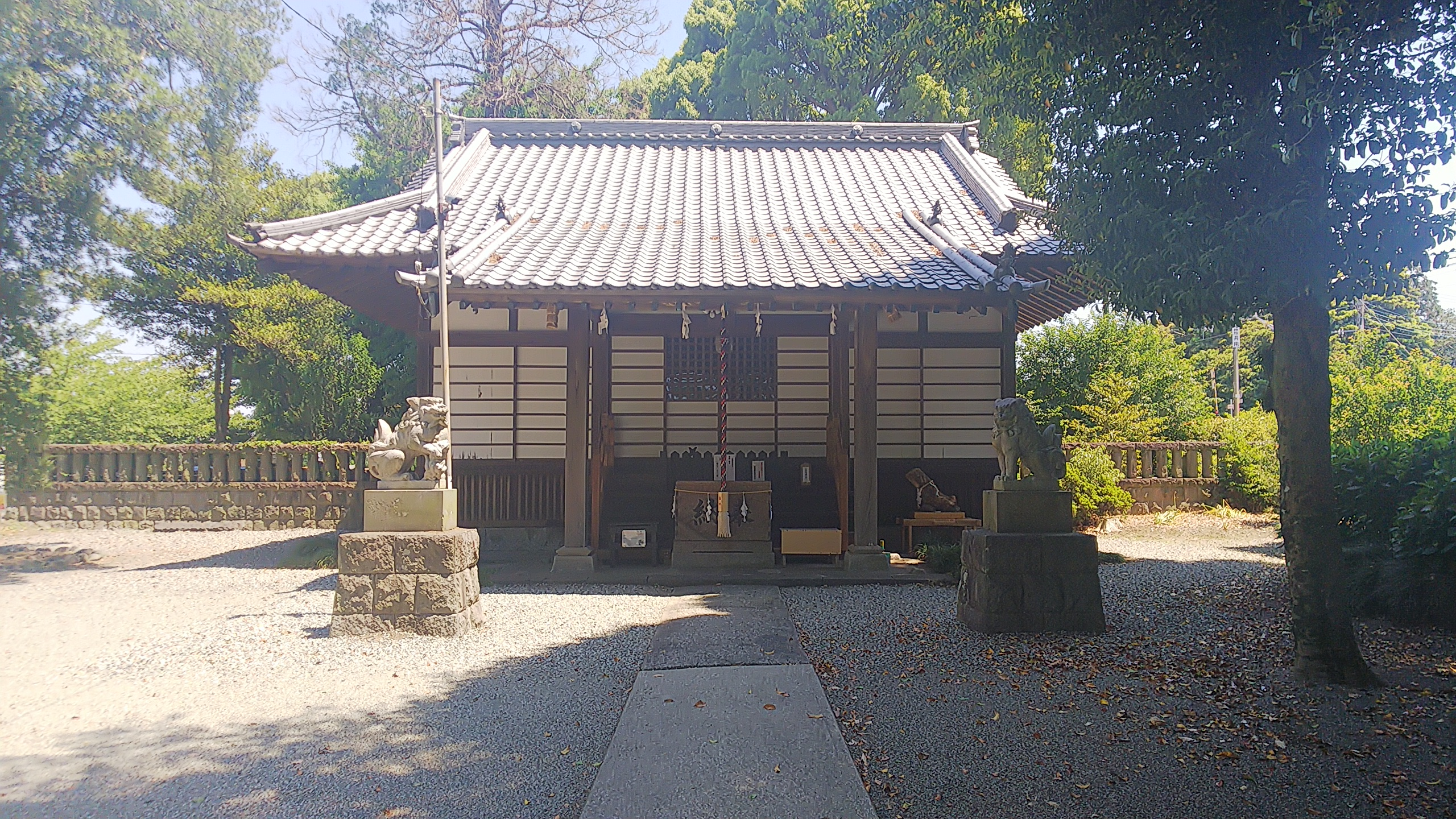
佐野原神社拝殿
平松公民館
平松公民館広場と神社碑

### 石碑

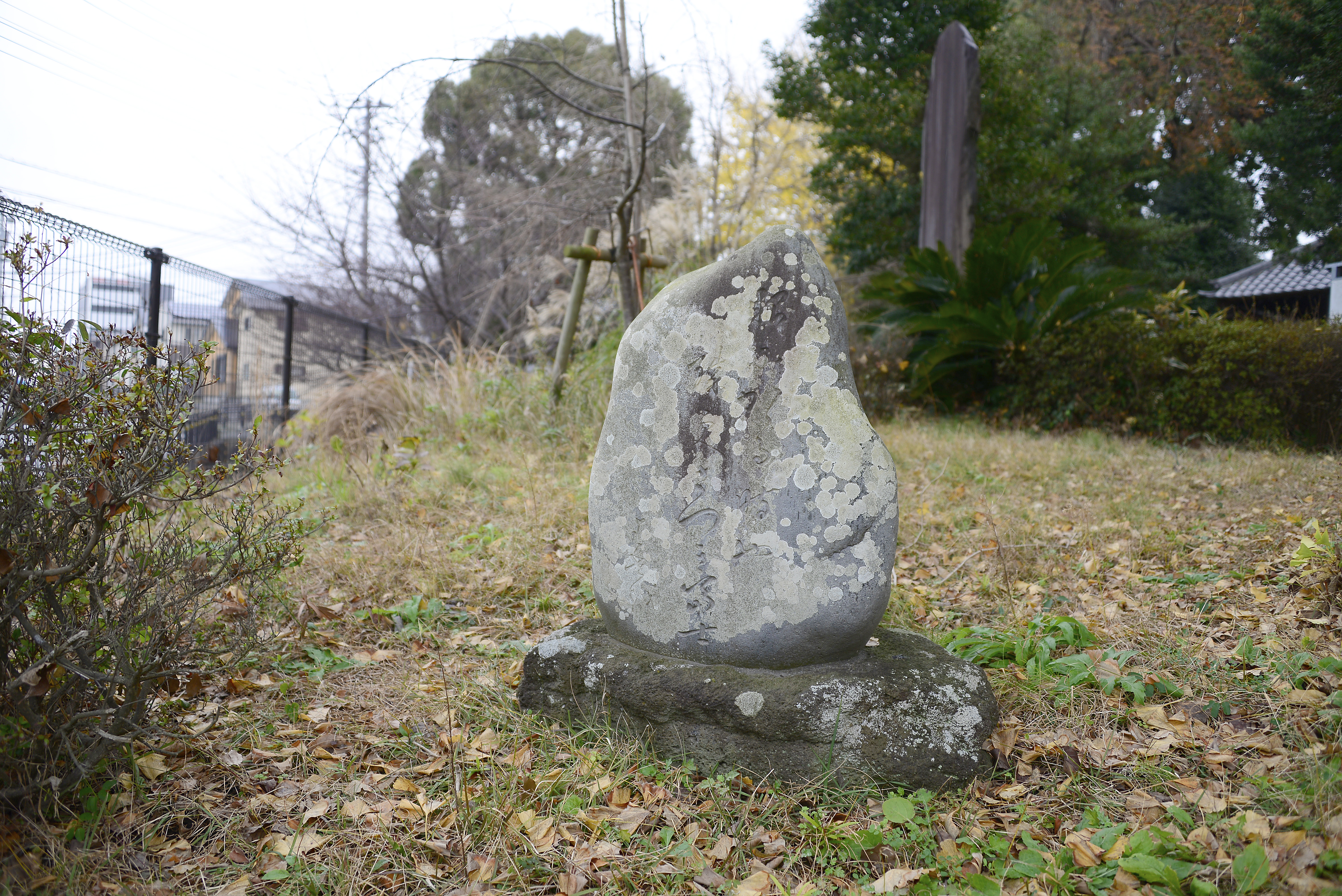
松尾芭蕉の句碑

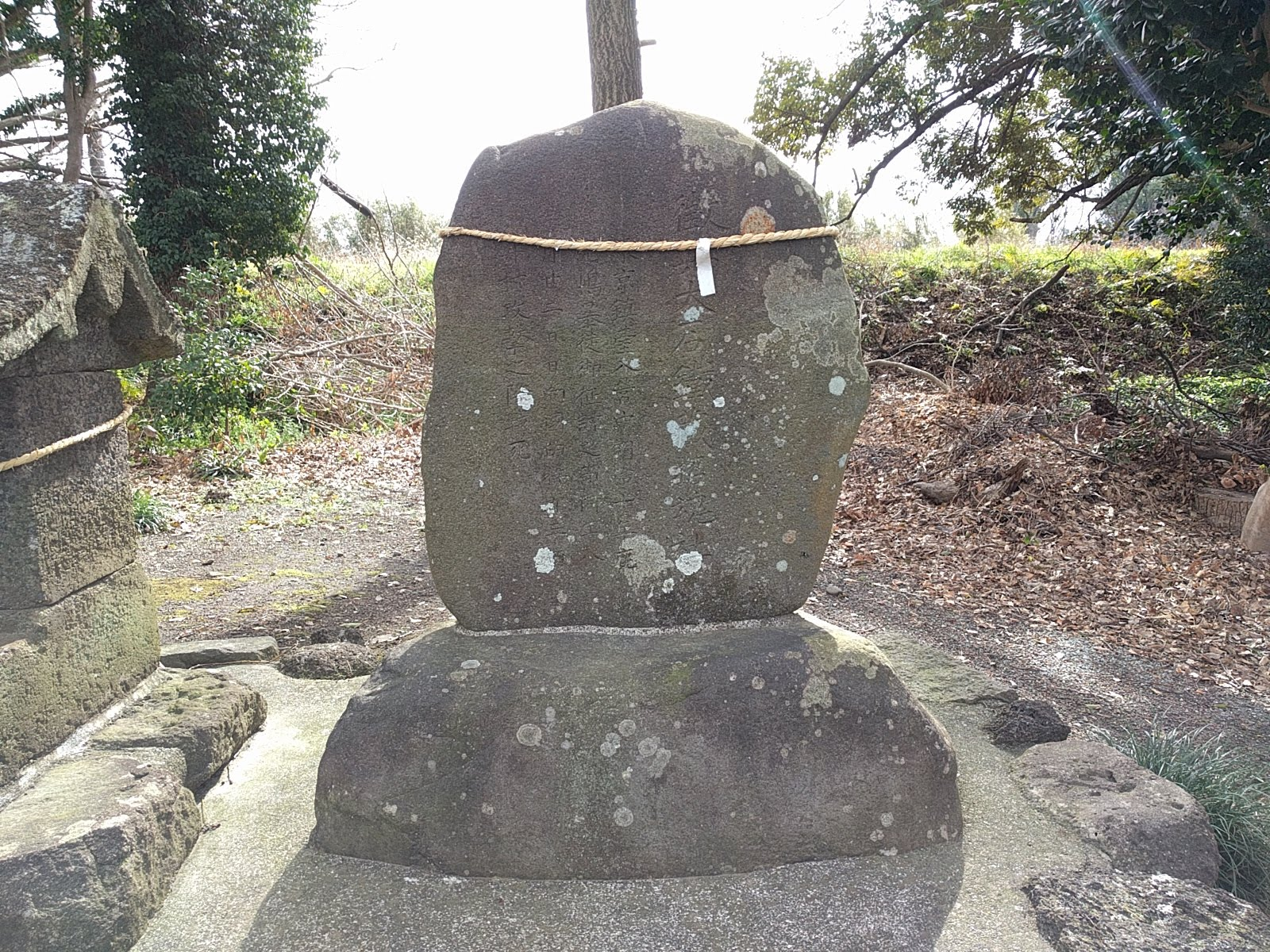
大石鉄蔵の顕彰碑

- 松尾芭蕉句碑[1]

鳥居の前に、高さ75センチメートル、幅55センチメートルの松尾芭蕉が詠んだ句の碑が建てられている。句碑には、「眼にかかる時や殊更さつき富士」はせを（芭蕉）とあり、碑陰には「天保十二年辛丑仲秋建立」とある。碑は、松尾芭蕉にとって最後の旅となった1694年（元禄7年）に江戸から上方までの道中に詠まれたものであり、芭蕉翁行状記（元禄8年刊、門人路通著）の中に「箱根の関越えて」と前書を付して収められている。  句碑は、1841年（天保12年）に松尾芭蕉の150回忌を記念して、地元俳人たちの手で建立されたものと言われている。
- 大石鉄蔵顕彰碑

境内には、裾野地域から西南戦争に出征し、戦死した裾野市桃園出身で東京鎮台歩兵第一連隊に配属されていた大石鉄蔵の顕彰碑が存在する。大石鉄蔵は、1877年8月22日に宮崎県臼杵郡で戦死し、1878年に佐野原神社境内に顕彰碑が建立された。裾野市域における近代戦争の最初の犠牲者である。

### その他の建造物

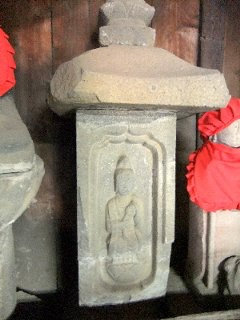
佐野原神社にある地蔵

- 地蔵（佐野原神社南側）[1]

佐野原神社南側にある地蔵には「平松新田開発作衛門塔寛永十九壬午年四月」とある。佐野原神社が位置する平松新田が作衛門という人物によって開発されたことを表現していると思われるが、作衛門についてはどのような人物か定かでない。

### その他
二条為冬　和歌
- 梢をば　さそひもあかず梅がかの　うつる袖まで　春風ぞふく
- 青葉にも　しばしのこるとみし花の　ちりてさながら　しげる頃かな
- あくがるる　心のはてよいづくまで　さやけき夜はの　月にそふらん
- 分ゆけば　野辺の小篠の上よりも　袖にたまらで　降る霰かな
- 思いづる　雲まの月の面影は　たいまつまでの　わすれがたみぞ

## 祭事

### 年間祭事

#### 1月
- 新春 初詣(1月1日)。
- どんと焼き(第2日曜日)。

#### 2月
- 開運・厄除け 節分祭(2月3日)。

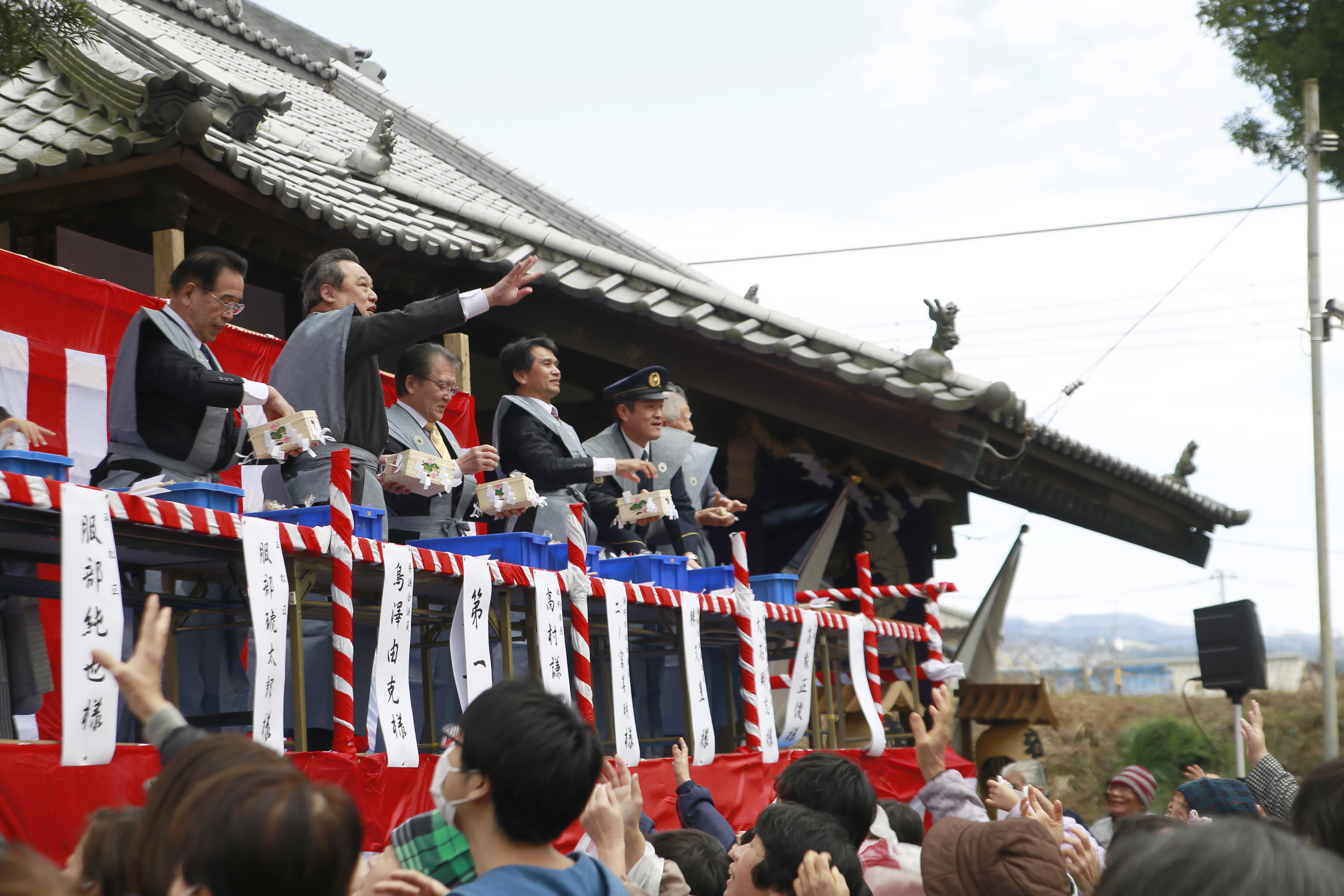
佐野原神社の節分祭

- 河津桜ライトアップ(2月中旬) 2017年から桜の開花に合わせて実施されている。実施期間は、参拝者へのお茶の振舞や祭神である二条為冬の歌が記された期間限定の御朱印が授与される。

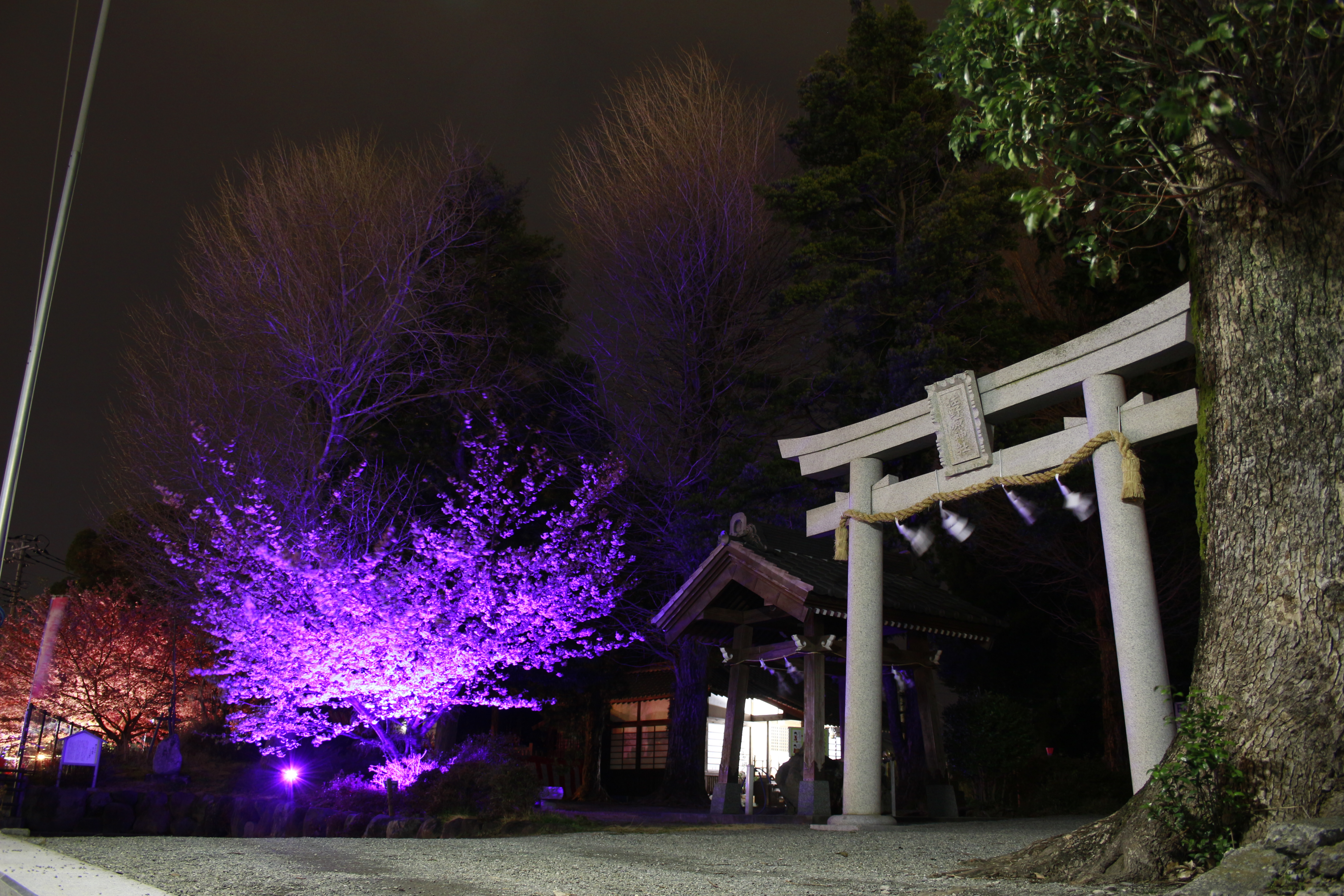
佐野原神社の桜ライトアップ
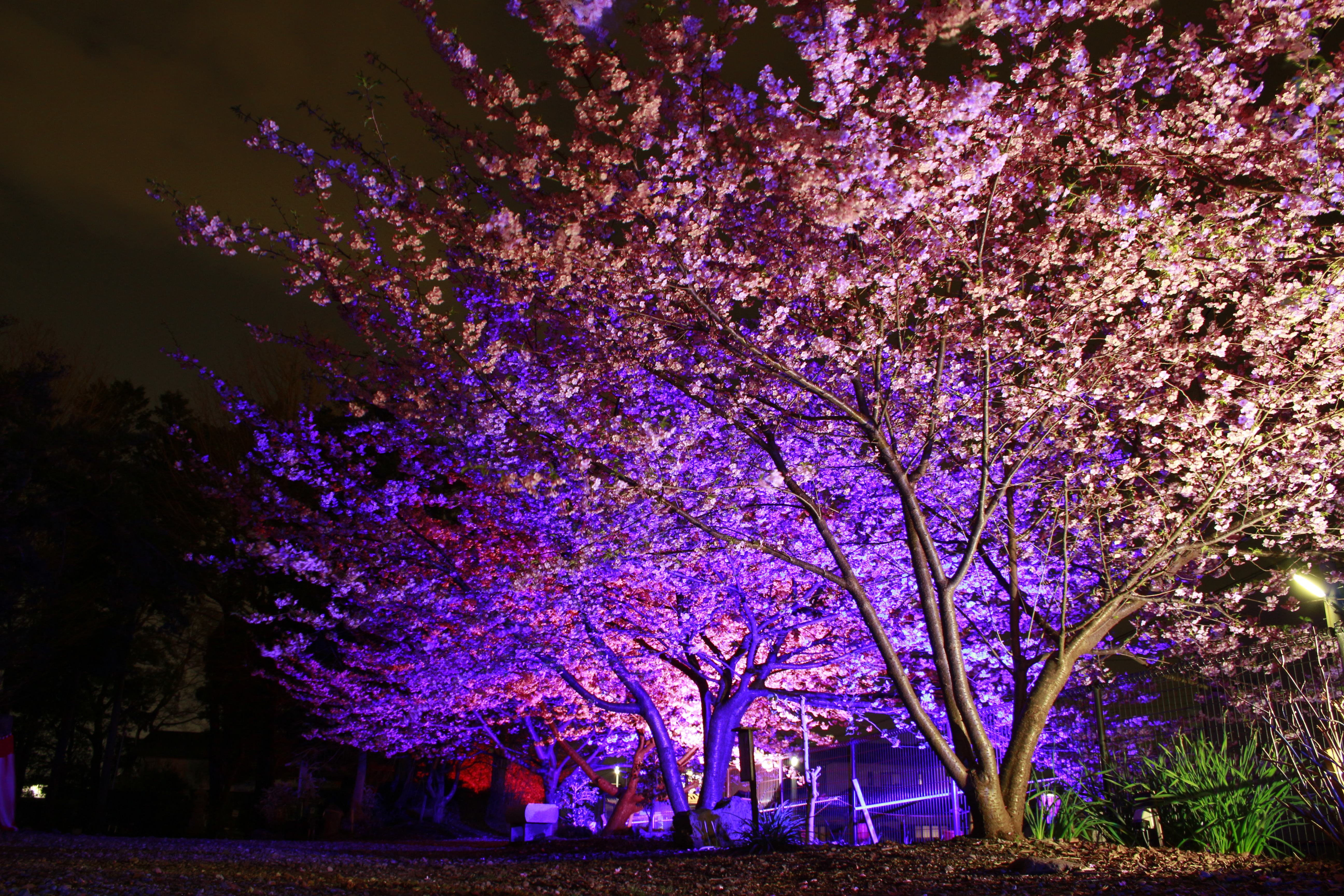
佐野原神社の桜ライトアップ
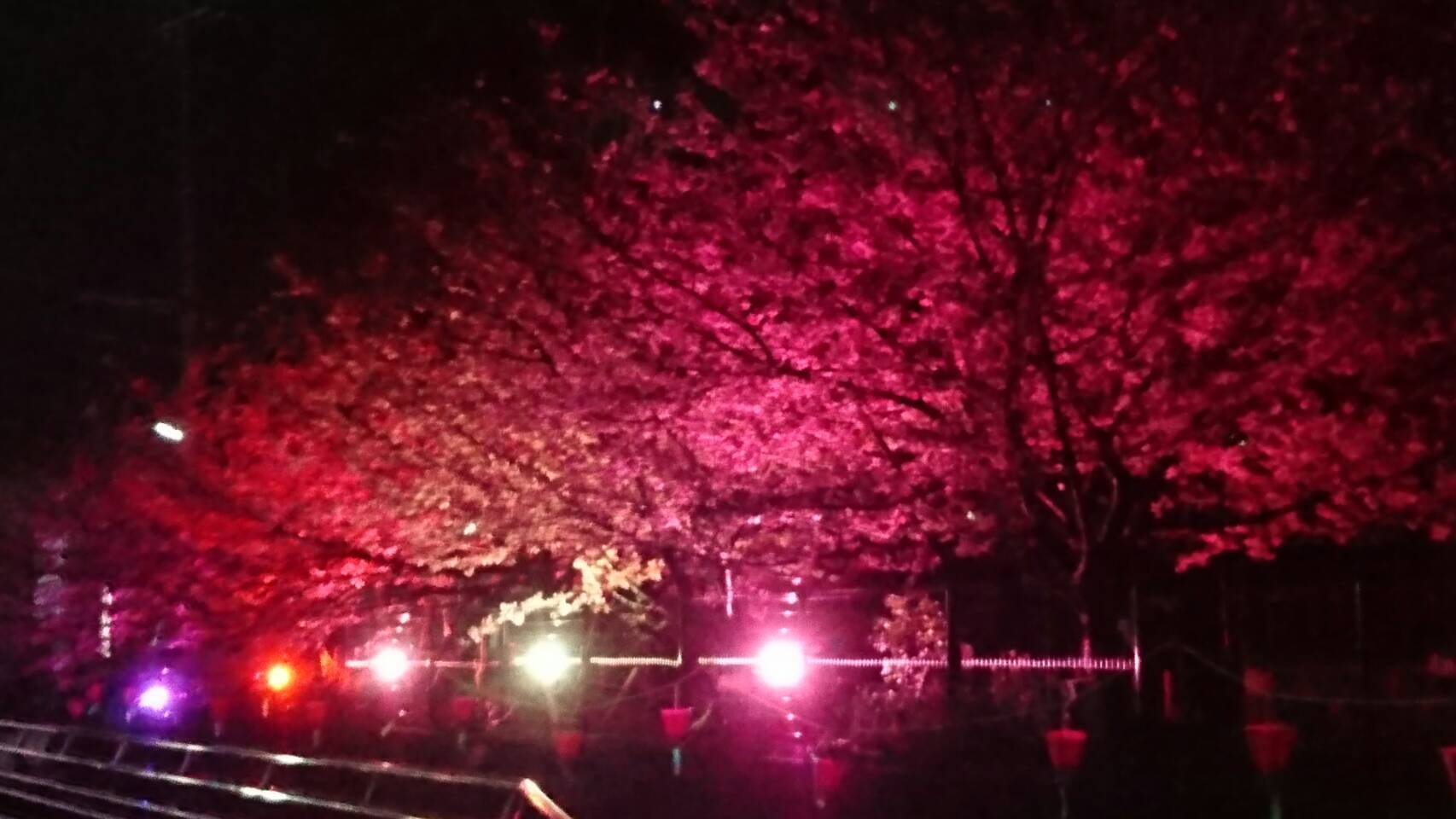
佐野原神社の桜ライトアップ

#### 4月
- 鯉のぼり上げ(4月下旬～5月上旬)。

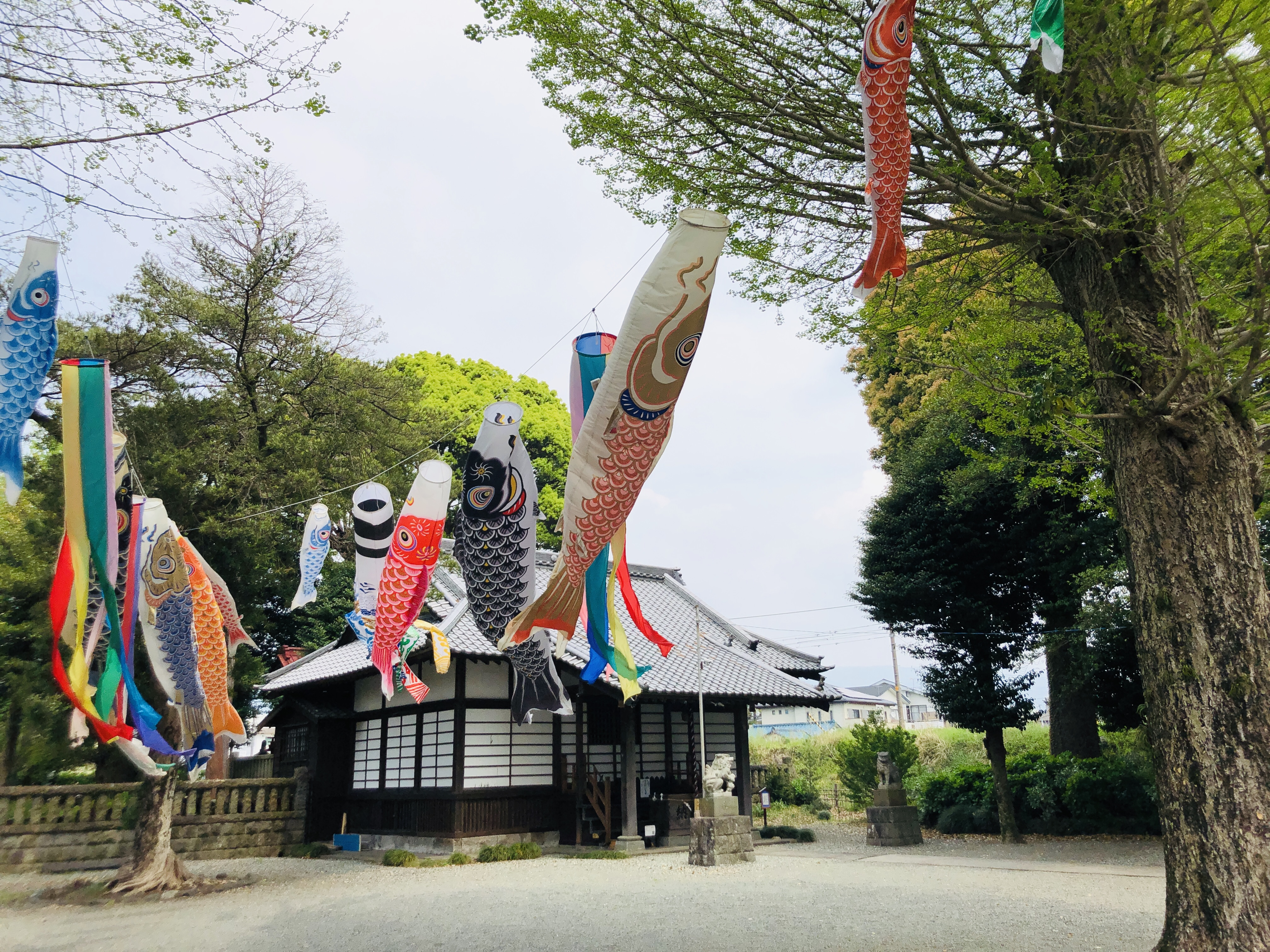
裾野市佐野原神社の鯉のぼり掲揚

#### 5月
- 佐野原神社 例大祭(5月 第1日曜日) 祭神 藤原朝臣二条為冬卿の例大祭。

#### 6月
- 夏越の大祓式・茅の輪くぐり(6月 第4日曜日) 氏子が総出で、境内の茅の輪をくぐって厄払いをする [11]。

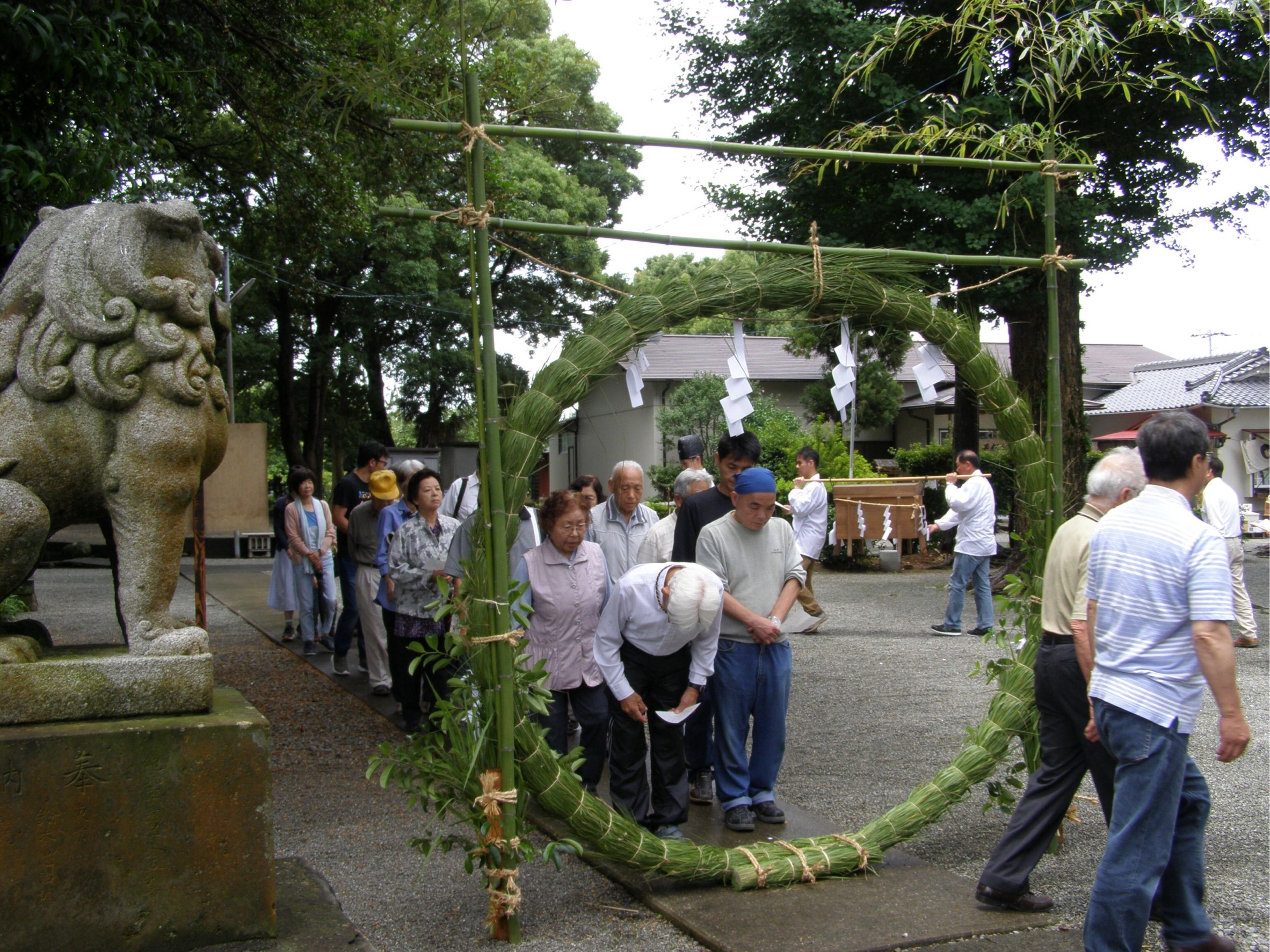
佐野原神社の茅の輪くぐり

#### 10月
- 佐野原神社宝物展一般公開。

#### 11月
- 七五三詣(11月上旬～11月下旬)。

#### 12月
- 師走の大祓式(下旬)。

## 宝物
- 明治大帝御物白鞘御短刀壱口　銘　備前景光
- 明治天皇銀婚式記念銀鏡一面
- 伝　後醍醐天皇御宸筆　古筆切
- 伝　二条為冬　古筆切
- 有栖川宮熾仁親王　御真筆
- 藤原俊成卿・定家卿　御像　掛軸
- 色紙・短冊
- 入江相政　奉納額
- 佐野原神社額
柳原前光伯爵の書がある。
- 入江相政　奉納額
- 柳原白蓮、入江相政　奉納本坪鈴（昭和39年12月）　　他

## 関係事項

### 吉田神社祭典
1829年（文政2年）、疫病がはやったため京都の吉田神社へ御分霊を仰ぎ、佐野原神社に祭った。村人たちと神輿で練り歩いたところ疫病がなくなったため、以来関係10地区（公文名、久根、神山、石脇、二本松・佐野、茶畑、伊豆佐野、麦塚、二ツ屋、平松）を持ち回る祭りになった 。

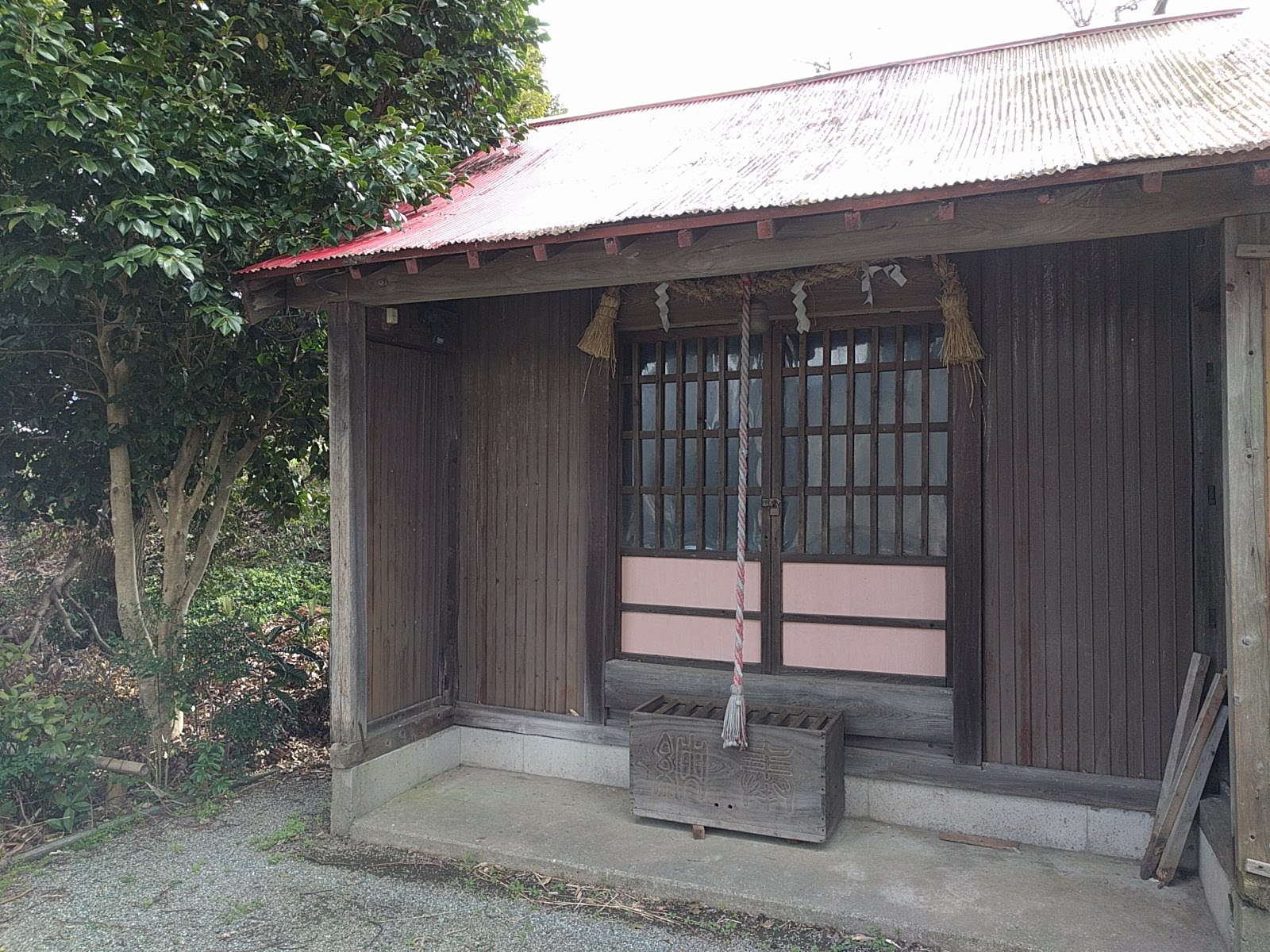
佐野原神社の神輿宿

## 現地情報
所在地
- 静岡県裾野市平松350番地（御殿場線裾野駅の南側 [13]）

交通アクセス
- 最寄駅：東海旅客鉄道(JR東海）御殿場線裾野駅下車後、徒歩約5分